# Renedo de la Vega
Renedo de la Vega is een gemeente in de Spaanse provincie Palencia in de regio Castilië en León met een oppervlakte van 22,25 km². Renedo de la Vega telt 201 inwoners (1 januari 2016).

## Demografische ontwikkeling
Bron: INE, 1857-2011: volkstellingen
Opm.: Tot 1897 behoorde Renedo de la Vega tot de gemeente Moslares de la Vega